# Yūdai Fujita
Yūdai Fujita (jap. 藤田雄大 Fujita Yūdai; ur. 17 lipca 1996) – japoński zapaśnik walczący w stylu wolnym. Brązowy medalista mistrzostw Azji w 2019. Akademicki mistrz świata w 2018. Czwarty w Pucharze Świata w 2019 roku.